# Lijst van burgemeesters van Korendijk
Dit is een lijst van burgemeesters van de voormalige Nederlandse gemeente Korendijk in de provincie Zuid-Holland sinds haar stichting op 1 januari 1984 tot de opheffing van de gemeente op 1 januari 2019 in verband met een fusie die leidde tot de instelling van de gemeente Hoeksche Waard.
| Ambtsperiode | Naam burgemeester                | Partij of stroming | Bijzonderheden                                                             |
| ------------ | -------------------------------- | ------------------ | -------------------------------------------------------------------------- |
| 1984 - 2001  | Bas (B.) Kolbach                 | CDA                | Vanaf september 1977 al burg. van Goudswaard, Nieuw-Beijerland en Piershil |
| 2001 - 2006  | Bert (G.J.) Fleers               | CDA                | waarnemend                                                                 |
| 2006 - 2013  | Reinie (R.W.J.) Melissant-Briene | CDA                |                                                                            |
| 2013 - 2018  | Servaas Stoop                    | SGP                | waarnemend                                                                 |